# Rullbotjärnen, Dalarna
Rullbotjärnen är en sjö i Falu kommun i Dalarna och ingår i Dalälvens huvudavrinningsområde. Sjön är 5,5 meter djup, har en yta på 0,0405 kvadratkilometer och befinner sig 434,1 meter över havet.

## Delavrinningsområde
Rullbotjärnen ingår i det delavrinningsområde (674837-150784) som SMHI kallar för Mynnar i Hafsbäcken. Medelhöjden är 361 meter över havet och ytan är 10,7 kvadratkilometer. Det finns inga avrinningsområden uppströms utan avrinningsområdet är högsta punkten. Vattendraget som avvattnar avrinningsområdet har biflödesordning 5, vilket innebär att vattnet flödar genom totalt 5 vattendrag innan det når havet efter 255 kilometer. Avrinningsområdet består mestadels av skog (86 procent). Avrinningsområdet har 0,04 kvadratkilometer vattenytor vilket ger det en sjöprocent på 0,4 procent.